# Charlotte Sembdner
Charlotte Sembdner (* 13. Juni 1907 in Dresden; † 22. April 1993 in Elstra) war eine deutsche Parteifunktionärin der DDR-Blockpartei NDPD und Abgeordnete der Volkskammer der DDR.

## Leben
Charlotte Sembdner wurde als Tochter eines Kürschnermeisters geboren. Nach der Höheren Mädchenschule besuchte sie von 1924 bis 1928 zunächst das Lehrerinnenseminar in Dresden, bevor sie von 1928 bis 1932 am Pädagogischen Institut der TU Dresden Pädagogik, Psychologie und neuere Sprachen studierte. Charlotte Sembdner trat 1933 in die NSDAP ein. Von 1932 bis 1945 war sie als Lehrerin und zeitweise als Schulleiterin tätig. 
Nach dem Zweiten Weltkrieg arbeitete sie zunächst im väterlichen Geschäft als Kürschnergehilfin mit, später war sie als Tiefbauarbeiterin tätig. Im Jahr 1948 wurde sie Mitglied des DFD und des sächsischen DFD-Landesvorstandes. Im selben Jahr trat sie der eben gegründeten NDPD bei. In ihren alten Beruf als Lehrerin durfte Sembdner wegen ihrer NSDAP-Mitgliedschaft erst 1950 zurückkehren. Von 1951 bis 1963 gehörte sie dem Hauptausschuss der NDPD an und ab 1952 dem NDPD-Bezirksvorstand Dresden, wo sie unter anderem die Abteilung Frauen leitete.
Von 1950 bis 1967 war sie als Mitglied der NDPD-Fraktion Abgeordnete der Volkskammer, in der sie in verschiedenen Ausschüssen saß.  1963 wurde Sembdner als Direktorin des Kulturhauses Dresden-Nord „Alexander Puschkin“ eingesetzt.

## Auszeichnungen
- 1955 Ehrennadel der Nationalen Front
- 1957 Ehrennadel des DFD in Silber
- 1959 Clara-Zetkin-Medaille
- Medaille für ausgezeichnete Leistungen
- Ehrennadel der Gesellschaft für Deutsch-Sowjetische Freundschaft